# CI-CA

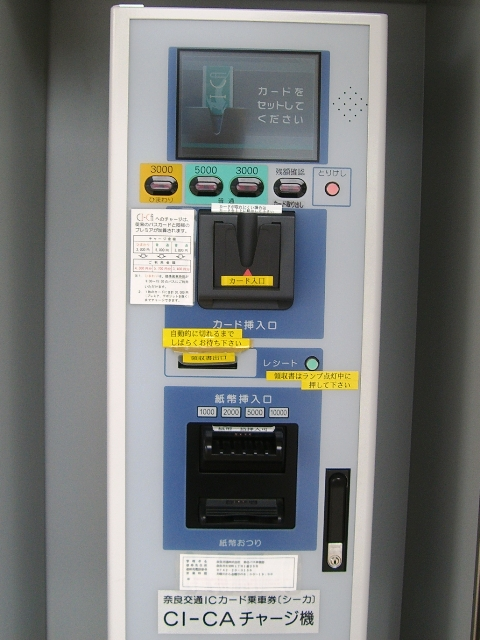
CI-CA用チャージ機

CI-CA（シーカ）は、奈良交通・エヌシーバスの非接触型ICカード方式による路線バスの乗車カード（バスカード）の名称である。
カード名の由来は、奈良の名物で奈良交通のマークにも使われている「鹿」とICカードの「IC」、CARDの「CA」を掛けたもので、公募により命名された。

## 概要
奈良交通は、日本全国でも早期にあたる1989年から独自のバスカードを導入していた。磁気式バスカードを置き換えるため、2004年12月15日からICカード化された。奈良交通バスカードでは対応していなかったが、スルッとKANSAI協議会へ加盟し、2007年4月1日よりPiTaPa（相互利用のICOCAを含む）がCI-CAエリア内で使えるようになった。
磁気式バスカードは当初2006年1月31日で発売を終了する予定だったが、CI-CAの入荷が遅れたため、4ヵ月後の5月31日まで発売終了時期が延期され、その2か月後の7月31日で利用終了しカード読取機は撤去された。また、新規発行・継続する定期券も紙式からIC式に完全移行された（ただし、奈良学園～小泉駅・近鉄郡山駅等の一部区間ではいまだに紙式定期が使用されている）。磁気式バスカード（普通のみ）からプレミアを含めたCI-CAへの積み替えは2011年7月31日まで実施していた。
通勤利用者の場合、2008年8月20日の改定により、定期券の割引率が30%から25%に低下し、常勤の場合でも定期券よりもCI-CAをプリペイド利用した方が安くなるケースが多い。その後、2014年4月1日の消費税率改定に伴う運賃改定により、定期券の割引率が変更されている。
2016年4月1日からは交通系ICカード全国相互利用サービスに参加し、Kitaca・Suica・PASMO・TOICA・manaca・SUGOCA・nimoca・はやかけんも使えるようになった。
運賃箱にICカードをタッチすると、定期券の場合は「定期券です」、「ひまわり」の券種から引き落とした場合は「ひまわり精算しました」という音声が流れる。それ以外は電子音のみだが、プリペイド方式（「普通」券種のCi-CA、ICOCA、全国交通系ICカード）では「ピピッ」という音、ポストペイ方式（PiTaPa）では「ピ」という音で区別している。
各種パンフレットでは「CI-CAプリペイド券」と表記されていることが多い。カード裏面に記載の番号の頭文字はNKで、奈良交通のローマ字表記であるNARA KOTSUの頭文字をとったものである。
なお、奈良市では市内在住の70歳以上の高齢者を対象に、奈良市内のバスが乗り放題となる敬老パス「老春手帳」を発行しているが、2007年10月1日よりICカード化されたものの、2008年10月1日以降は従来の紙式に戻された。2009年2月1日からはICカードに再度変更され、1乗車100円を徴収するようになった。一般のCI-CAと同様に「普通」「ひまわり」の券種にチャージして利用する形式で、割引率も一般のCI-CAに準じて適用される。奈良市内と奈良市外にまたがる乗車も100円で利用可能だが、奈良市外のみでの利用はできない。

## 歴史
- 2004年12月15日：奈良市北西部、平城・北大和営業所が管轄する路線へ導入。
- 2005年9月：奈良、西大和、京都、エヌシー郡山営業所が管轄する路線へ導入。
- 2006年2月1日：全営業所へ導入。
- 2007年4月1日：CI-CAエリアでPiTaPa、ICOCAが利用可能となる。
- 2007年6月1日：チャージ金額を改定（1000円チャージ時以外はプレミア額が減額されたため実質値上げ）。
- 2008年8月20日：定期券割引率の改定（引き下げ）。記名人以外でも定期券が利用可能となる。
- 2008年12月16日：深夜急行バス「はんな号」でのCI-CA利用開始。同日よりPiTaPa、ICOCAも利用可能となる
- 2014年4月1日：定期券割引率、普通券のチャージ額（10%増→14%増）、払戻手数料を改定。
- 2016年4月1日：交通系ICカード全国相互利用サービスに参加。CI-CAエリアで対応カード（Kitaca・Suica・PASMO・TOICA・manaca・SUGOCA・nimoca・はやかけん）が利用可能となる。
- 2021年6月1日：チャージのプレミア額を改定（プレミア額が減額されたため実質値上げ）。
- 2023年3月1日：金額式ICカード定期券CI-CA plusの販売をWeb限定で開始。

## 利用方法
CI-CAの新規購入は案内窓口・バス車内で、チャージは案内窓口・バス車内およびチャージ機で可能である。
新規購入の際にデポジット（預かり金）として500円が必要であり、CI-CAが不要になった際には、カード内の残額からプレミア額と手数料の210円を差し引いた額にデポジットを加えた額が返金される。カード内の残額からプレミア額と手数料の210円を差し引いた際に残金が210円以下の際はデポジットのみの払い戻しとなる。

### 券種
大人用と小児用（小学校を卒業する年度の3月末まで利用可）があり、精算時に大人運賃になるか小児運賃になるかの違いで販売額は同じである。それぞれ定期券とすることもできる。
お客様登録をすることによってカード券面に名前を記名（印字）することもできる。お客様登録をすると多くの会社のICカード乗車券では記名者本人以外の利用はできないことが多いが、CI-CAでは記名者以外の利用も認めている（ただし小児用を除く）。定期券利用については、2008年8月20日より記名者以外の利用も認められるようになった。
「普通」（プレミア額1割4分）と、日中時間内のみ乗車可能な「ひまわり」（プレミア額2割）の2種類の券種がある。これらを組み合わせて1枚のカードとして購入でき、「普通」と「ひまわり」の両方にチャージすることができる（積み増し時の額で4種類まで）。

#### 普通
- 1,000円＜利用額1,050円＞
- 2,000円＜利用額2,100円＞
- 3,000円＜利用額3,150円＞
- 5,000円＜利用額5,250円＞

#### ひまわり
標準発車時刻9時30分～15時30分（日曜、祝日は終日）で自動的に引き去られる。「ひまわり」の残額がなくなった場合は、「ひまわり」対象時刻であっても「普通」から自動的に引き去られる。
- 1,000円＜利用額1,150円＞
- 2,000円＜利用額2,300円＞
- 3,000円＜利用額3,450円＞
  - バス車内での新規購入時は2,500円＜利用額2,750円＞（デポジット別途必要）のみの扱いとなる
  - チャージ機では普通の3,000円と5,000円とひまわりの3,000円のチャージのみできる。

### 乗車方法
多区間運賃制区間、平城・奈良市内などの均一運賃制区間、その他の運賃申告制方式区間で違いがある。
- 多区間運賃制区間：乗車時に乗車用読み取り機に、降車時に精算用読み取り機にカードをタッチする。
- 均一運賃制区間：乗車時のみ精算用読み取り機にカードをタッチする。
- 運賃申告制方式区間

1. 駅から乗車する場合：住宅地へ向かうときは降車時のみ精算用読み取り機にカードをタッチする。途中の停留所で乗降するときは乗車時に乗車用読み取り機に、降車時に精算読み取り機にカードをタッチする。
2. 住宅地から乗車する場合：駅で降車するときは乗車時のみ精算用読み取り機にカードをタッチする。駅以外で降車するときは乗車時に降車する停留所を乗務員に申告し、精算用読み取り機にカードをタッチする。

## 相互利用

相互利用関係（クリックで拡大）

2007年4月1日にスルッとKANSAIのICカード部門であるPiTaPaへ参入した。そのためPiTaPaの相互利用先であるICOCAも同時に使用できるようになった。さらに2016年4月1日からは、Kitaca・Suica・PASMO・TOICA・manaca・ICOCA・PiTaPa・SUGOCA・nimoca・はやかけんも使用できるようになった。しかし、あくまでCI-CAとは片利用の関係であり、CI-CAを使ってそれらのカードのエリアは利用できない。
奈良交通の車両であっても、大阪国際空港行きのリムジンバスについては、Kitaca・Suica・PASMO・TOICA・manaca・SUGOCA・nimoca・はやかけんは使用できるが、CI-CAは使用できない。また、関西国際空港行きの場合は全てのICカードを使用できなかったが、2018年3月より使用可能になった。